# Lotta agli VIII Giochi della Francofonia
Le competizioni di lotta agli VIII Giochi della Francofonia si sono svolti dal 22 al 24 luglio 2017 ad Abidjan, in Costa d'Avorio. Si sono svolti 16 tornei, 8 maschili ed 8 femminili, tutti di lotta libera.

## Podi

### Uomini
| Evento | Oro                | Argento             | Bronzo                                 |
| 57 kg  | Steven Takahashi   | Mkhitar Grigoryan   | Youssoup Deliev Marin Filip            |
| 61 kg  | Adama Diatta       | Raul Donu           | Ashot Velitsyan Darthe Capellan        |
| 65 kg  | David Dobre        | Vincent De Marinis  | Waghinak Matewosjan Dillon Williams    |
| 70 kg  | Khachatur Papikyan | Roman Dușcov        | Caleb Rutner Jean Bernard Diatta       |
| 74 kg  | Ahmed Shamiya      | Warużan Kadżojan    | Guseyn Ruslanzada Mădălin Mînzală      |
| 86 kg  | Jordan Steen       | Marzpet Galstyan    | Marcel Diboma Ion Pîslaru              |
| 97 kg  | Vlad Caraș         | Quentin Milliere    | Dalton Webb Cedric Yvan Tchouga Nyamsi |
| 125 kg | Sean Molle         | Frederick Choquette | Nicolas Tavernese Thiacka Faye         |

### Donne
| Evento | Oro                 | Argento                       | Bronzo                                 |
| 48 kg  | Jade Parsons        | Tabatha Grunewald             | Mădălina Linguraru                     |
| 53 kg  | Kristina McLaren    | Emma Patricia Rasoanantenaina | Chan Raksmey Chey Samantha Stewart     |
| 55 kg  | Laurence Beauregard | Simona Tudor                  | Elisa Savalle Faridjatou Gbadamassi    |
| 58 kg  | Joseph Essombe      | Safiétou Goudiaby             | Emily Schaefer Sonia Baudin            |
| 60 kg  | Aurélie Basset      | Denisa Fodor                  | Hannah Franson Geltrude Pronbove Yondo |
| 63 kg  | Jessica Brouillette | Linda Morais                  | Berthe Etane Kriszta Incze             |
| 69 kg  | Anta Sambou         | Kayla Brodner                 | Ania Mabunga Pauline Lecarpentier      |
| 72 kg  | Veronica Keefe      | Danielle Sino                 | Gracelynn Doogan Cătălina Axente       |

## Medagliere
| Pos.   | Paese           | Oro | Argento | Bronzo | Totale |
| ------ | --------------- | --- | ------- | ------ | ------ |
| 1.     | Canada          | 7   | 1       | 7      | 15     |
| 2.     | Romania         | 2   | 4       | 6      | 12     |
| 3.     | Québec          | 2   | 3       | 1      | 6      |
| 4.     | Senegal         | 2   | 1       | 2      | 5      |
| 5.     | Armenia         | 1   | 3       | 2      | 6      |
| 6.     | Francia         | 1   | 2       | 5      | 8      |
| 7.     | Camerun         | 1   | 1       | 4      | 6      |
| 8.     | Madagascar      | 0   | 1       | 0      | 1      |
| 9.     | Benin           | 0   | 0       | 1      | 1      |
| 9.     | RD del Congo    | 0   | 0       | 1      | 1      |
| 9.     | Cambogia        | 0   | 0       | 1      | 1      |
| 9.     | Nuovo Brunswick | 0   | 0       | 1      | 1      |
| Totale | Totale          | 16  | 16      | 31     | 63     |